# Османские завоевания Йемена
Османские завоевания Йемена — две военных кампании (в XVI и XIX веках), в результате которых территория севера современного Йемена включалась в состав Османской империи.

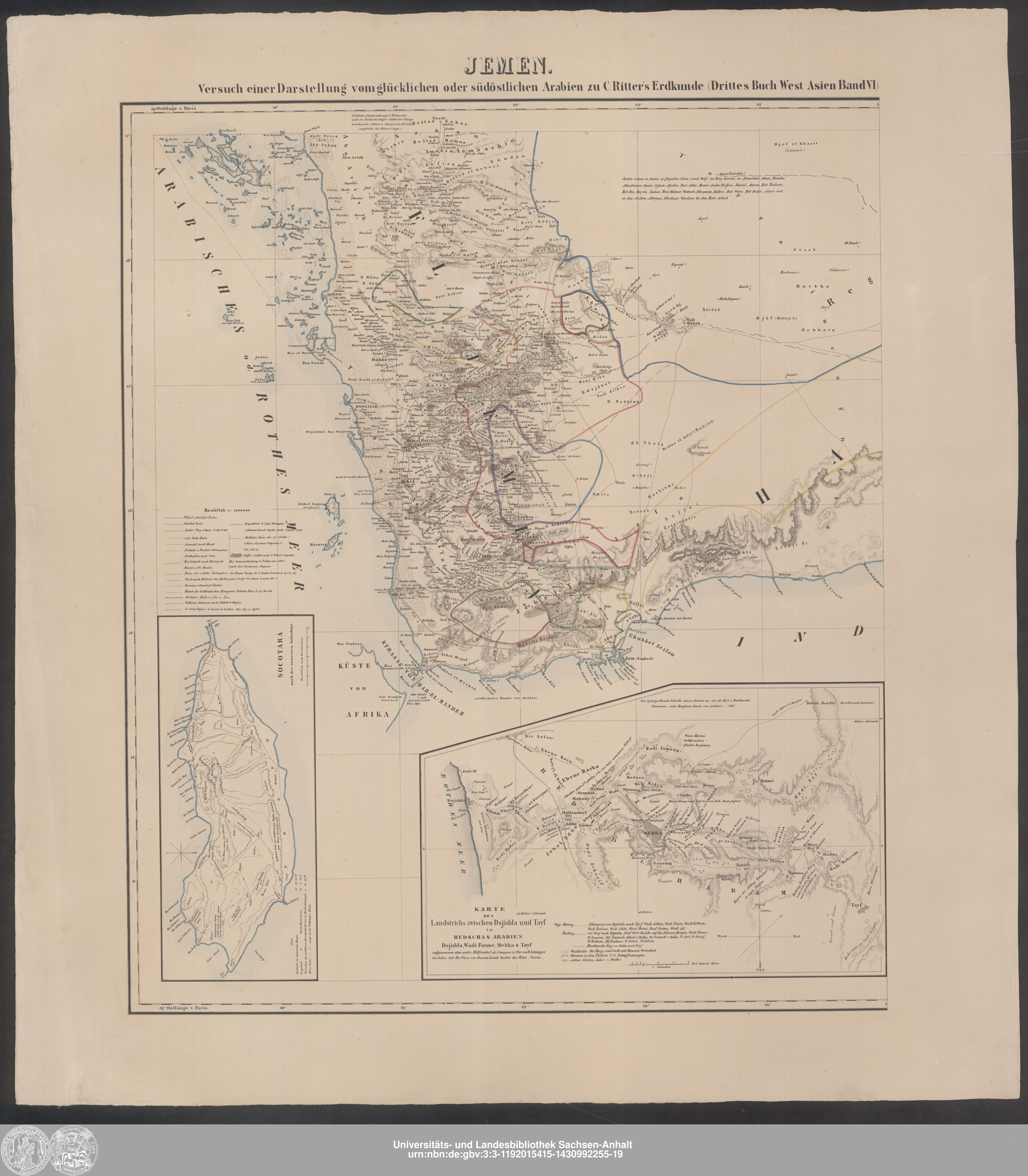
Йемен в 1846 г.

В результате первой кампании был образован Йеменский эялет, существовавший с 1539 по 1634 годы. Затем власть турок-османов в северном Йемене была сугубо номинальной, фактически же она стала принадлежать зейдитским имамам.
Первая попытка восстановить реальное присутствие в Йемене в 1849 году завершилась для турок неудачно, хотя османские владения в Йемене были расширены.
В результате второй кампании, начавшейся в 1871 году, власть турок в стране была восстановлена, был образован Йеменский вилайет, существовавший в 1872—1911 годах. Кампанию 1871—1873 года возглавлял генерал Ахмед Мухтар-паша, на некоторое время ставший первым вали Йемена. Столица зейдитов, Сана, была взята в апреле 1872 года. 
В период османского правления в Йемене была проведена масштабная секуляризация ранее принадлежавших имамам земель, также были приняты меры для развития прессы, школьного образования, улучшено положение йеменских евреев.
Власть Османской империи, реальная сфера влияния которой в северном Йемене с юга во второй половине XIX века ограничивалась нагорьями в районах Забида, Мохи и Адена, не была стабильной, и османские войска периодически подвергались нападениям со стороны войск продолжавших борьбу зейдитских имамов и местных племён. В крупных городах находились османские гарнизоны, однако многие сельские местности по-прежнему периодически оказывались вне реальной власти турок. За период 1904—1911 годов в северном Йемене погибло десять тысяч османских солдат, а финансовые потери от борьбы с сопротивлением местных жителей составляли пятьсот тысяч фунтов стерлингов (по тогдашнему курсу) в год. К 1911 году в результате непрекращающейся партизанской войны османское правительство вынуждено было признать фактическую власть имама Яхьи над северными территориями Йемена.